# 12 ربيع الأول
- السبت
- الأحد
- الاثنين
- الثلاثاء
- الأربعاء
- الخميس
- الجمعة

- 2731 أغسطس 2024
- 281 سبتمبر 2024
- 292 سبتمبر 2024
- 303 سبتمبر 2024
- 14 سبتمبر 2024
- 25 سبتمبر 2024
- 36 سبتمبر 2024
- 47 سبتمبر 2024
- 58 سبتمبر 2024
- 69 سبتمبر 2024
- 710 سبتمبر 2024
- 811 سبتمبر 2024
- 912 سبتمبر 2024
- 1013 سبتمبر 2024
- 1114 سبتمبر 2024
- 1215 سبتمبر 2024
- 1316 سبتمبر 2024
- 1417 سبتمبر 2024
- 1518 سبتمبر 2024
- 1619 سبتمبر 2024
- 1720 سبتمبر 2024
- 1821 سبتمبر 2024
- 1922 سبتمبر 2024
- 2023 سبتمبر 2024
- 2124 سبتمبر 2024
- 2225 سبتمبر 2024
- 2326 سبتمبر 2024
- 2427 سبتمبر 2024
- 2528 سبتمبر 2024
- 2629 سبتمبر 2024
- 2730 سبتمبر 2024
- 281 أكتوبر 2024
- 292 أكتوبر 2024
- 303 أكتوبر 2024
- 14 أكتوبر 2024

12 ربيع الأوَّل أو 12 ربيع الأنوار أو يوم 12 \ 3 (اليوم الثاني عشر من الشهر الثالث) هو اليوم الحادي والسبعين من أيَّام السنة (أو الثاني والسبعين لو كان شهر صفر مُتممًا لليوم الثلاثين) وفق التقويم الهجري القمري (العربي). يبقى بعده 283 أو 284 يومًا لانتهاء السنة.

## أحداث
- 1 هـ - وصول الرسول محمد إلى المدينة مهاجرًا من مكة فيما عرف بالهجرة النبوية.
- 11 هـ - مبايعة المسلمين لأبي بكر الصديق خليفة للمسلمين عقب وفاة النبي مباشرة.
- 562 هـ - خروج أسد الدين شيركوه من قبل السلطان نور الدين زنكي في ألفي فارس لفتح مصر، وتقدم حتى صار على مقربة من القاهرة، لكن هذه الحملة لم توفق في مهمتها، وعادت دون أن تضم مصر إلى دولة نور الدين محمود.
- 1021هـ - بداية تحرير السجلات التاريخية لملايو.
- 1043هـ - الدولة العثمانية تمنع استعمال التبغ، وكان التبغ يدخن منذ حوالي 28 سنة، وكان علماء الدولة يناقشون شرعيته، وانتهى رأيهم إلى أن التبغ مضر بالصحة، لكنه ليس حرامًا، وكان التبغ ممنوعا في التدخين حتى في البيت، ورفع هذا الحظر بعد حوالي سبع سنوات.
- 1335هـ - الشيوعيون في ألمانيا يقومون بثورة عرفت باسم ثورة «السبارتاكوسيين»، ويصطدمون مع القوات الحكومية في برلين، إلا أن الحكومة استطاعت القضاء عليها في نهاية يناير، وقتلت زعيمها «روزالوكسمبورغ».
- 1341هـ - مصطفى كمال أتاتورك يعلن قيام الجمهورية التركية وإلغاء النظام السلطاني بصفة رسمية.
- 1362هـ - الحلفاء يستولون على مدينة قفصة التونسية بعد طرد القوات الألمانية منها أثناء الحرب العالمية الثانية.
- 1395هـ - أصبح الملك خالد بن عبدالعزيز آل سعود ملك المملكة العربية السعودية الرابع.
- 1397هـ - إعلان قيام سلطة الشعب في ليبيا.
- 1398هـ - الحكومة البلجيكية تعترف بالدين الإسلامي كأحد الأديان الرئيسية في البلاد. وكان هذا الاعتراف هو الأول من نوعه في أوروبا.
- 1399هـ - انتخاب الشاذلي بن جديد رئيسًا للجزائر.
- 1405هـ - إرهابيون يختطفون طائرة بوينغ 747 تابعة للخطوط الجوية الكويتية ويتوجهون بها إلى إيران.
- 1425 هـ -
  - صحيفة «ديلي ميرور» تعلن أن الجنود البريطانيين ارتكبوا مثلهم مثل الأمريكيين جرائم غير أخلاقية ضد المعتقلين العراقيين، ونشرت الصحيفة صورا تظهر هذه الجرائم.
  - الرئيس التركماني صابر مراد نيازوف يصدر مرسوما بوقف بناء المساجد في تركمانستان، زاعما أن البلاد بها ما يكفي من المساجد.
  - اقتحام 4 مسلحين مركز صناعي في مدينة ينبع في السعودية ويطلقون النار على الموجودين فيه، وقد قتل 3 من المهاجمين وإلقاء القبض على الرابع.
  - صحيفة «ديلي ميرور» تعلن أن الجنود البريطانيين ارتكبوا مثلهم مثل الأمريكيين جرائم غير أخلاقية ضد المعتقلين العراقيين، ونشرت الصحيفة صورًا تظهر هذه الجرائم.
- 1430هـ - انتحاري بحزام ناسف على دراجة نارية يفجر نفسه وسط حشود من المتطوعين لدى أحد مراكز الشرطة في العاصمة العراقية بغداد ويودي بحياة 28 ويصيب 57 بجروح.
- 1431هـ - اغتيال مدير عام الأمن الوطني في الجزائر علي تونسي على يد مساعده ولطاش شعيب.
- 1438هـ - مقتل 25 شخصاً وإصابة 49 آخرين جراء تفجير الكنيسة البطرسية بمنطقة العباسية في القاهرة.
- 1445هـ - وفاة 107 أشخاص في حريق بقاعة زفاف في قضاء الحمدانية في العراق.

## مواليد
- 53 ق هـ - النبي محمد بن عبد الله ﷺ.
- 624 هـ - عبد الرحمن العبدلياني، فقيه مسلم ومفسّر عراقي.
- 831 هـ - أحمد بن عبية المقدسي، فقيه شافعي وقاضي وشاعر مقدسي.
- 1202 هـ - محمد بن علي السنوسي، مؤسس الطريقة السنوسية.
- 1304 هـ - محمد تقي بهار، شاعر وأديب إيراني.
- 1315 هـ - عبد الرحمن فرامرزي، أكاديمي ومحامي وصحفي
- 1317 هـ - أحمد علام، ممثل مصري.
- 1337 هـ - عفيفة الحصني، مدرسة وشاعرة سورية.
- 1342 هـ - حبيب الله منطقي، شاعر إيراني.
- 1362 هـ - مروان الخاطر، شاعر وصحفي وإذاعي سوري.
- 1366 هـ - داوود جلاجل، ممثل أردني.
- 1378 هـ - أحمد الفرج، ممثل كويتي.
- 1401 هـ - محمد فهاد، لاعب كرة قدم كويتي.
- 1412 هـ - محمد عمر، صحفي مصري.

## وفيات
- 11 هـ - محمد بن عبد الله، نبي الإسلام.
- 241 هـ - أحمد بن حنبل، من التابعين وأحد أئمة المسلمين.
- 479 هـ - أبو الحسن المجاشعي، عالم مسلم ولغوي وشاعر عربي مغاربي.
- 793 هـ - يوحنا الخامس باليولوج، إمبراطور الإمبراطورية البيزنطية.
- 1300 هـ - محمد المهدي الحسيني القزويني، مرجع وفقيه شيعي.
- 1332 هـ - محمد أمين الكردي الإربلي، فقيه وصوفي كردي عراقي عثماني.
- 1395 هـ - فيصل بن عبد العزيز آل سعود، ملك المملكة العربية السعودية الثالث.
- 1403 هـ - أحمد مظهر العظمة، كاتب وشاعر وسياسي سوري.
- 1427 هـ - محمد الفيتوري، سياسي وحقوقي تونسي.
- 1431 هـ - علي تونسي، مدير عام الأمن الوطني في الجزائر.
- 1441 هـ - نايف أبو عبيد، شاعر أردني.

## مناسبات
- ذكرى المولد النبوي.

## وصلات خارجية
- موقع قصة الإسلام: حدث في شهر ربيع الأوَّل.